# Benkovski, Plovdiv
Benkovski (în bulgară Бенковски) este un sat în comuna Marița, regiunea Plovdiv,  Bulgaria. 

## Demografie
Componența etnică a satului Benkovski
     Bulgari (76,94%)
     Romi (1,02%)
     Nicio identificare (21,51%)
     Altele (0,51%)
La recensământul din 2011, populația satului Benkovski era de 1.362 locuitori. Din punct de vedere etnic, majoritatea locuitorilor (76,94%) erau bulgari, cu o minoritate de romi (1,02%). Pentru 21,51% din locuitori nu este cunoscută apartenența etnică.